# Anton Ujváry
Anton Ujváry (13 luglio 1913 – 3 dicembre 1942) è stato un calciatore slovacco, di ruolo difensore.

## Carriera

### Nazionale
Ha collezionato 3 presenze con la propria Nazionale.